# Tempel van Fortuna Primigenia

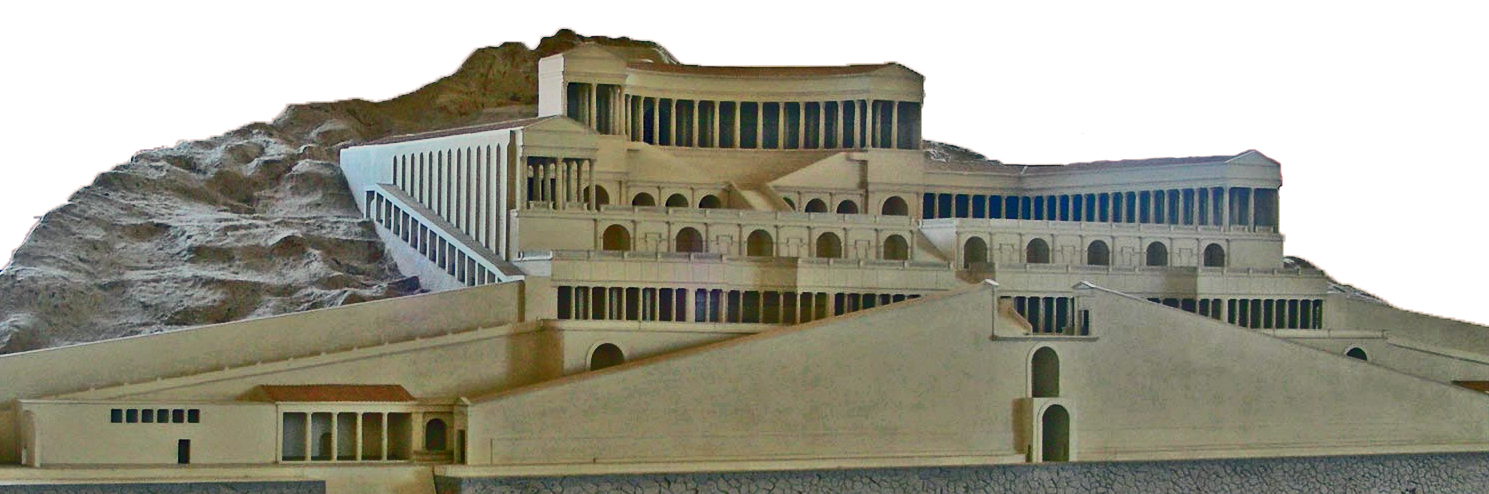
Maquette van het heiligdom

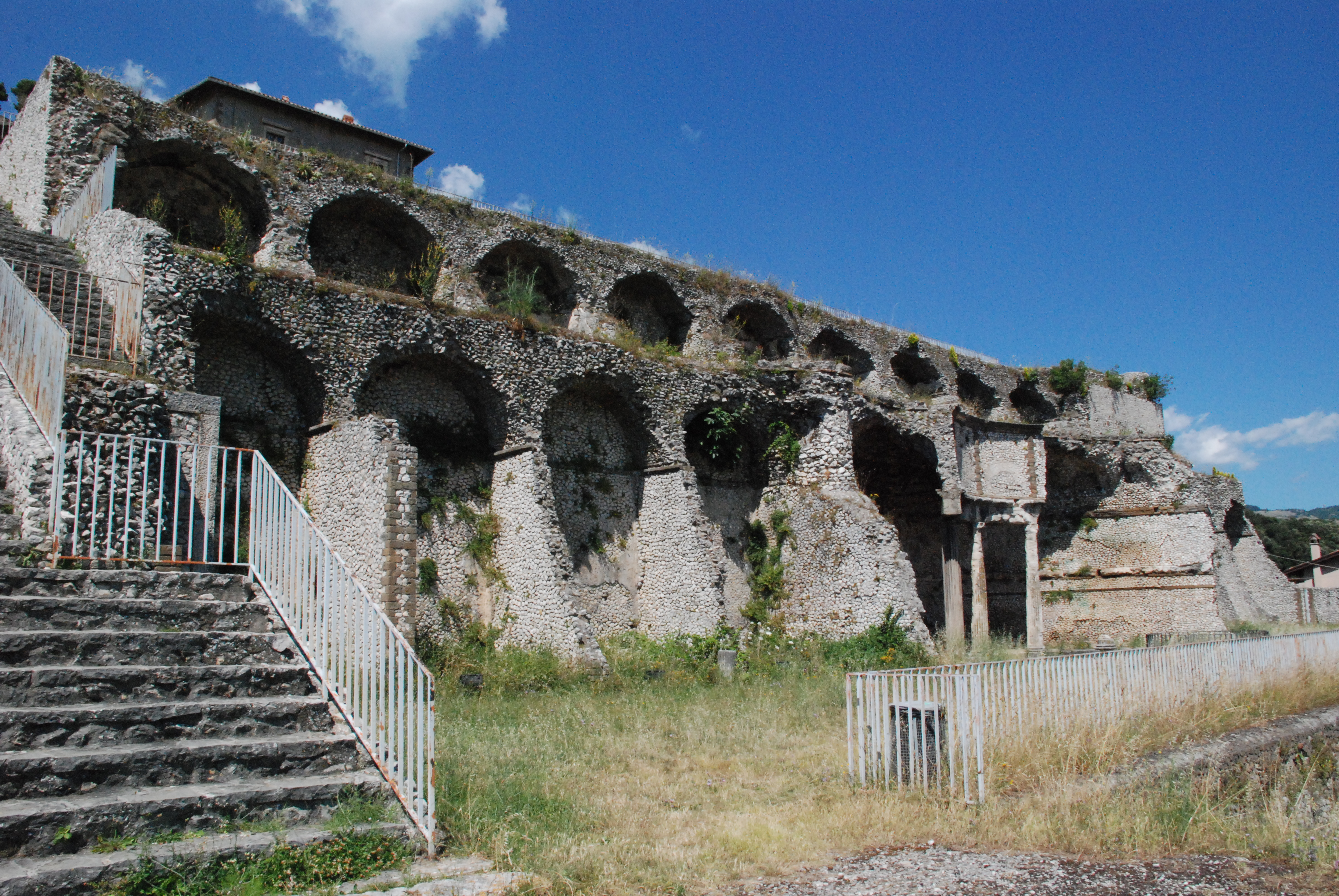
Resten van de tempel

De tempel van Fortuna Primigenia was een Romeins religieus complex in Praeneste, heden Palestrina. De tempel werd gesticht in 204 v.Chr. door consul Publius Sempronius Tuditanus en was gewijd aan de godin Fortuna Primigenia.

## Beschrijving
De inspiratie voor dit staaltje van geïntegreerd stedenbouwkundig ontwerp lag niet in de Romeinse Republiek, maar in de Hellenistische wereld van het oostelijke Middellandse Zeegebied, waar de heiligdommen van Delos en Kos duidelijk als inspiratiebron hebben gediend.
Het heiligdom van Fortuna Primigenia beslaat zeven enorme terrassen op de helling van de 770m hoge Monte Ginestro. De terrassen worden ondersteund door gigantische gemetselde onderconstructies en zijn met elkaar verbonden door grote trappen, die boven elkaar op de heuvel oprijzen in de vorm van de zijkant van een piramide. Op het hoogste terras bovenop de heuvel staat de ronde tempel van Fortuna Primigenia. Het immense gebouw was verreweg het grootste heiligdom in Italië; het was zichtbaar vanuit het 35 km westelijker gelegen Rome, vanuit een groot gedeelte van Latium en zelfs vanuit de zee.

## Heiligdom
De godin Fortuna werd in de tempel voorgesteld terwijl ze twee baby's zoogde, naar verluidt Jupiter en Juno, en ze werd vooral aanbeden door matronae. Ouders brachten hun pasgeboren eerste kind naar de tempel van Fortuna Primigenia ("geluk van de eerstgeborenen") om de kans op overleving van de kindertijd te vergroten en de familie, de gens, in stand te houden. Cicero schreef dat de filosoof Clitomachus altijd zei dat hij Fortuna nog nooit zo gelukkig had gezien als in Praeneste.

## Overblijfselen
De huidige overblijfselen van het complex stammen uit de tijd van de dictatuur van Sulla (82-79 v.Chr.); Sulla gaf opdracht tot de monumentalisering van het heiligdom om Fortuna te bedanken en zijn overwinning te herdenken op Gaius Marius, de zoon van de beroemde Romeinse generaal en zevenvoudig consul Gaius Marius. Volgens Plinius liet Sulla in de tempel een van de eerste vloeren in opus sectile aanleggen.
Het orakel werd tot in de christelijke tijden geraadpleegd, totdat Theodosius I dit verbood en de tempel liet sluiten. Het ontwerp inspireerde de Romeinse tuinarchitectuur in de oudheid bij de aanleg van tuinen op heuvels en vanaf de 15e eeuw de ontwerpers van tuinen bij villa's. Het 15e-eeuwse Palazzo Barberini is op de resten van de tempel gebouwd. Heden is hierin het Museo archeologico nazionale di Palestrina gevestigd. Het Monument van Victor Emanuel II in Rome nam veel karakteristieken over van het heiligdom.